# Martina Haag
Martina Haag (født Helen Matina Haag, 9. juni 1964 i Lidingö, Sverige) er en svensk skuespiller, forfatter og klummeskribent.
Haag arbejder som freelanceskuespiller ved siden af sit forfatterskab. Hun er også klummeskribent for Aftonbladet og skriver artikler og klummer til magasinerne ELLE og Mama.
Haag er halvt svensk, halvt estisk.

## Filmografi (i udvalg)
- 2007 – Underbar och älskad av alla (och på jobbet går det också bra)
- 2005 – Halva sanningen
- 2001 – Känd från TV
- 2000 – Naken
- 2000 – Det blir aldrig som man tänkt sig
- 1997 – Selma & Johanna - en roadmovie
- 1997 – Adam & Eva
- 1996 – Percy Tårar (tv-serie)
- 1997 – Silvermannen